# Twist (Alemanha)
Twist é um município da Alemanha localizado no distrito de Emsland, estado de Baixa Saxônia.

## Demografia
Evolução da população:
| ano  | população |
| ---- | --------- |
| 1848 | 1.442     |
| 1871 | 1.622     |
| 1885 | 1.847     |
| 1905 | 2.578     |
| 1925 | 3.409     |
| 1933 | 3.713     |
| 1939 | 3.995     |
| 1946 | 4.310     |
| 1950 | 4.739     |
| 1956 | 5.329     |
| 1961 | 5.807     |
| 1971 | 6.777     |
| 1975 | 7.826     |
| 1980 | 7.848     |
| 1985 | 7.814     |
| 1990 | 8.419     |
| 1995 | 9.132     |
| 2000 | 9.426     |
| 2005 | 9.640     |

álbum de fotos Twist
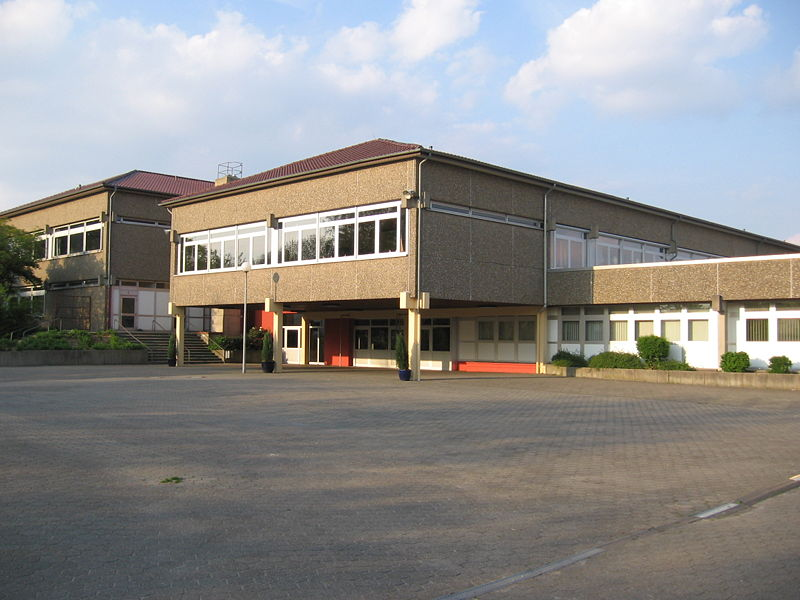
Escola
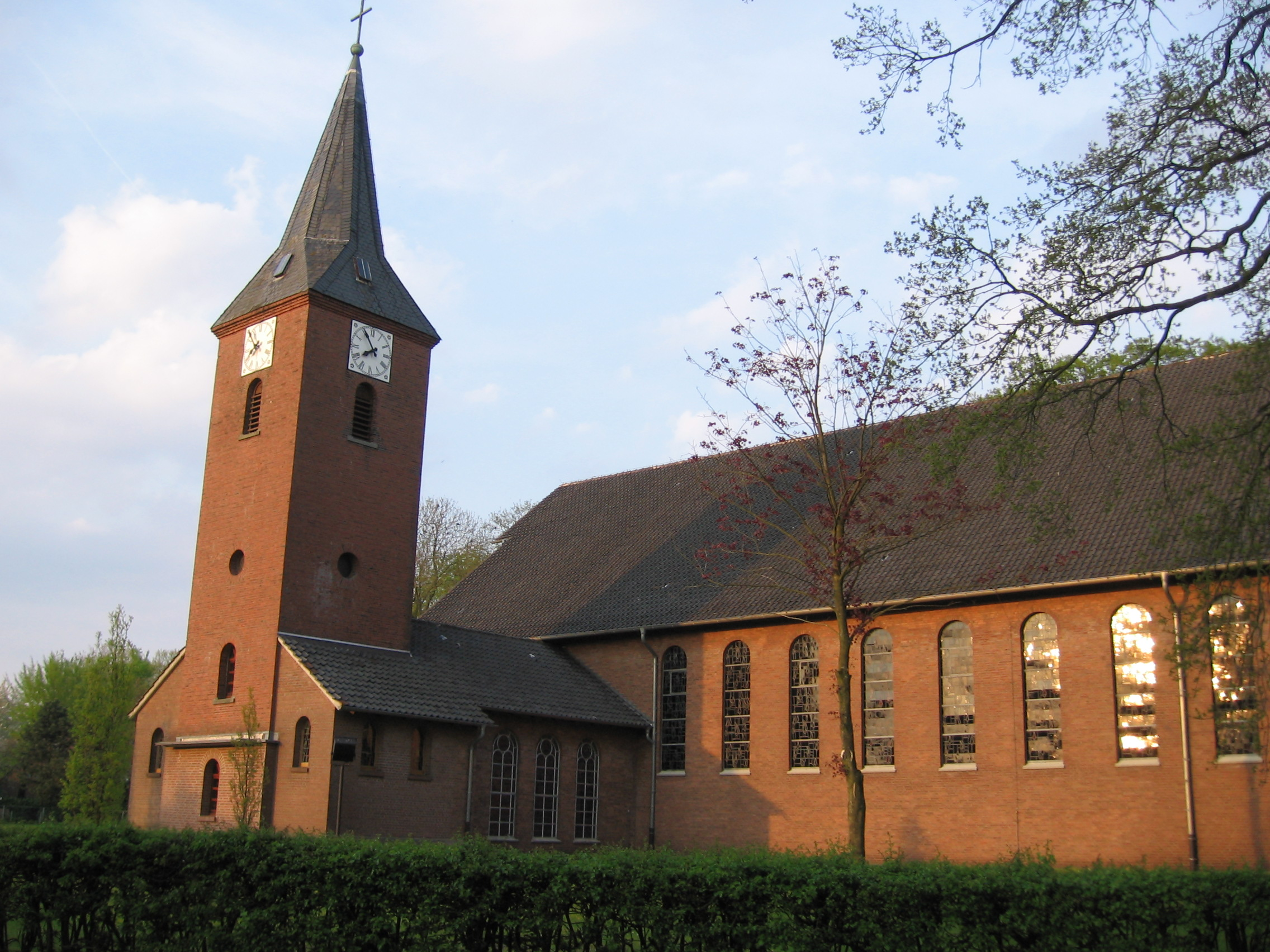
Igreja
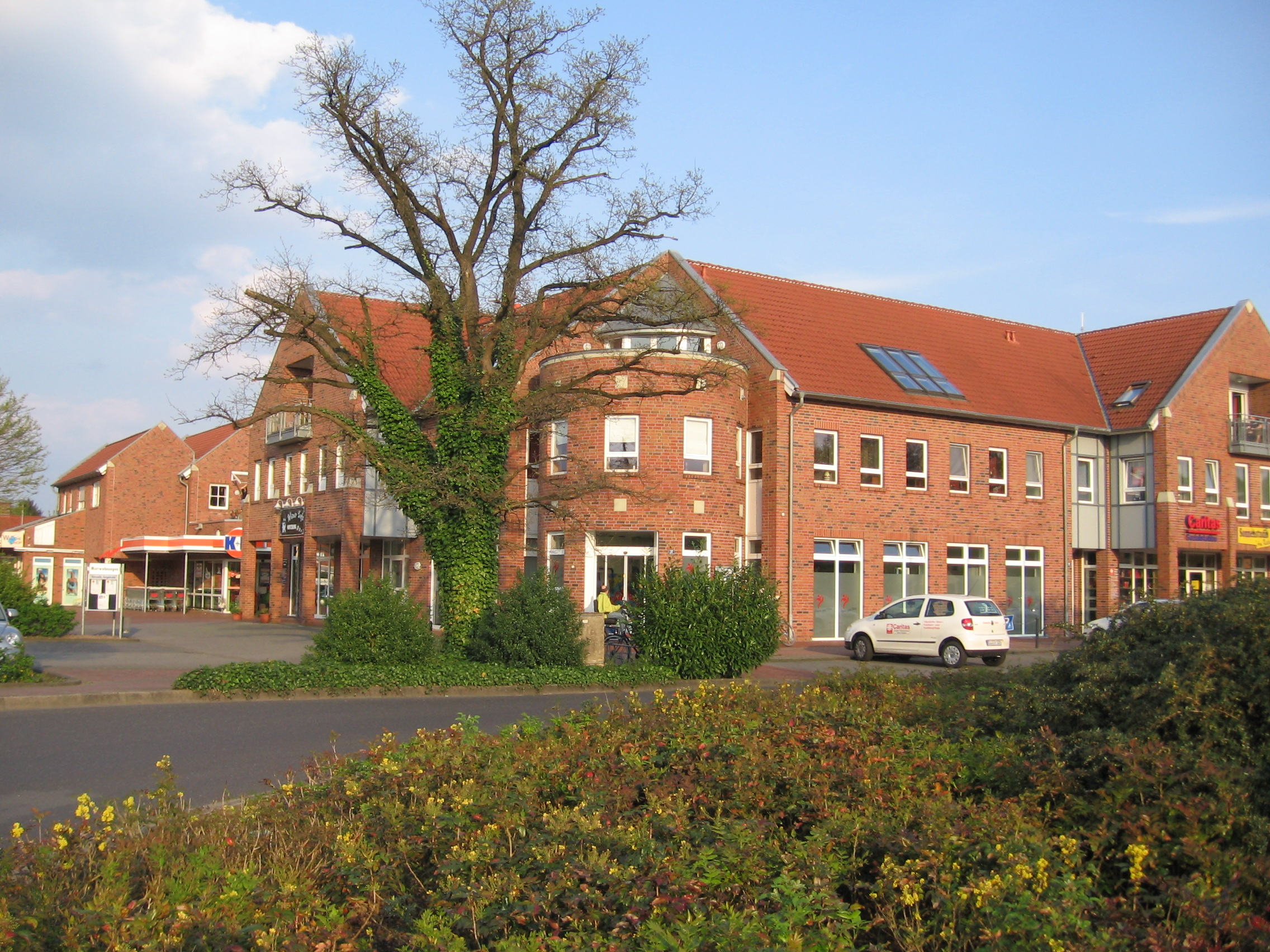
Centro
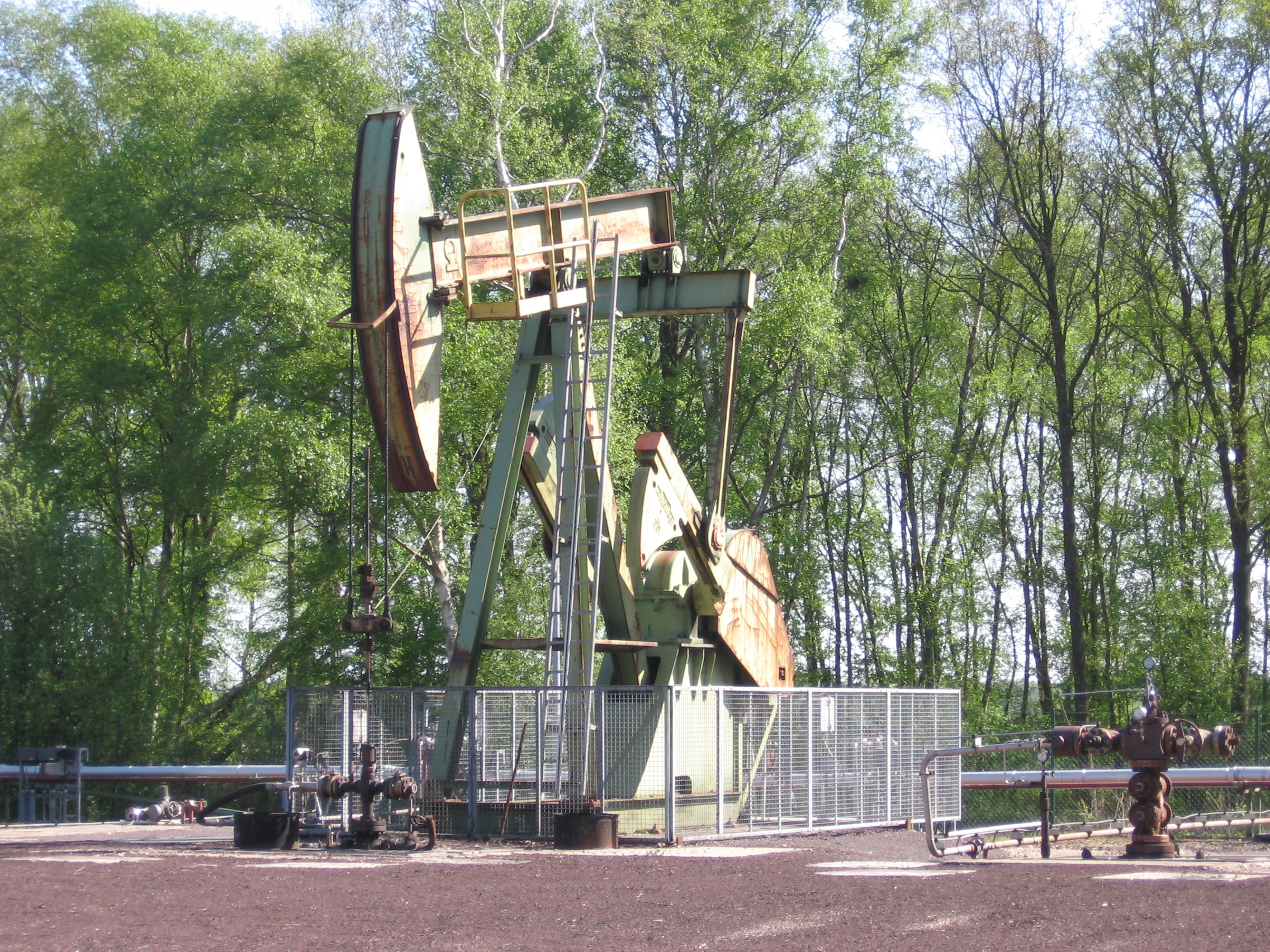
Bomba de vareta de sucção
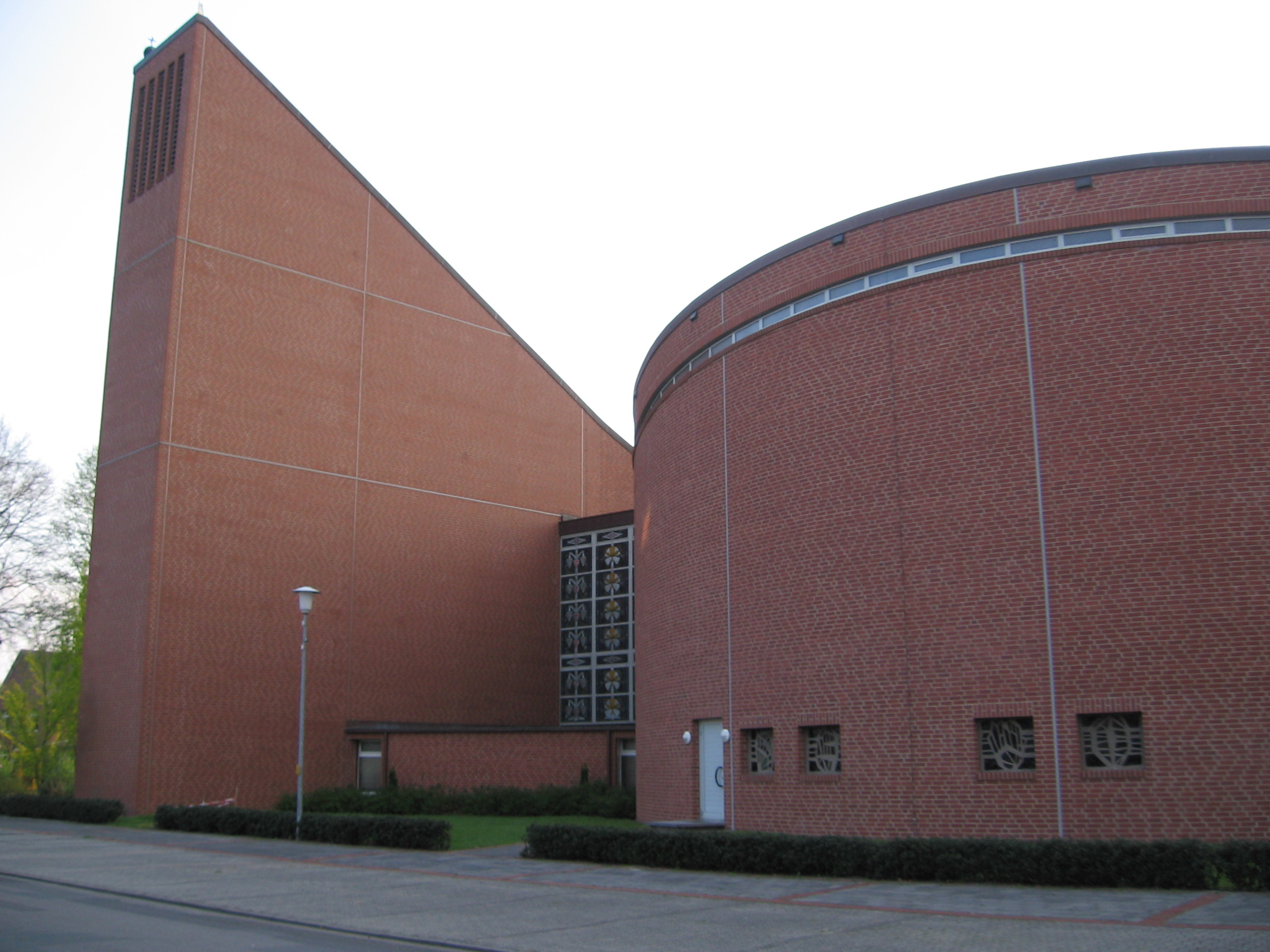
Igreja
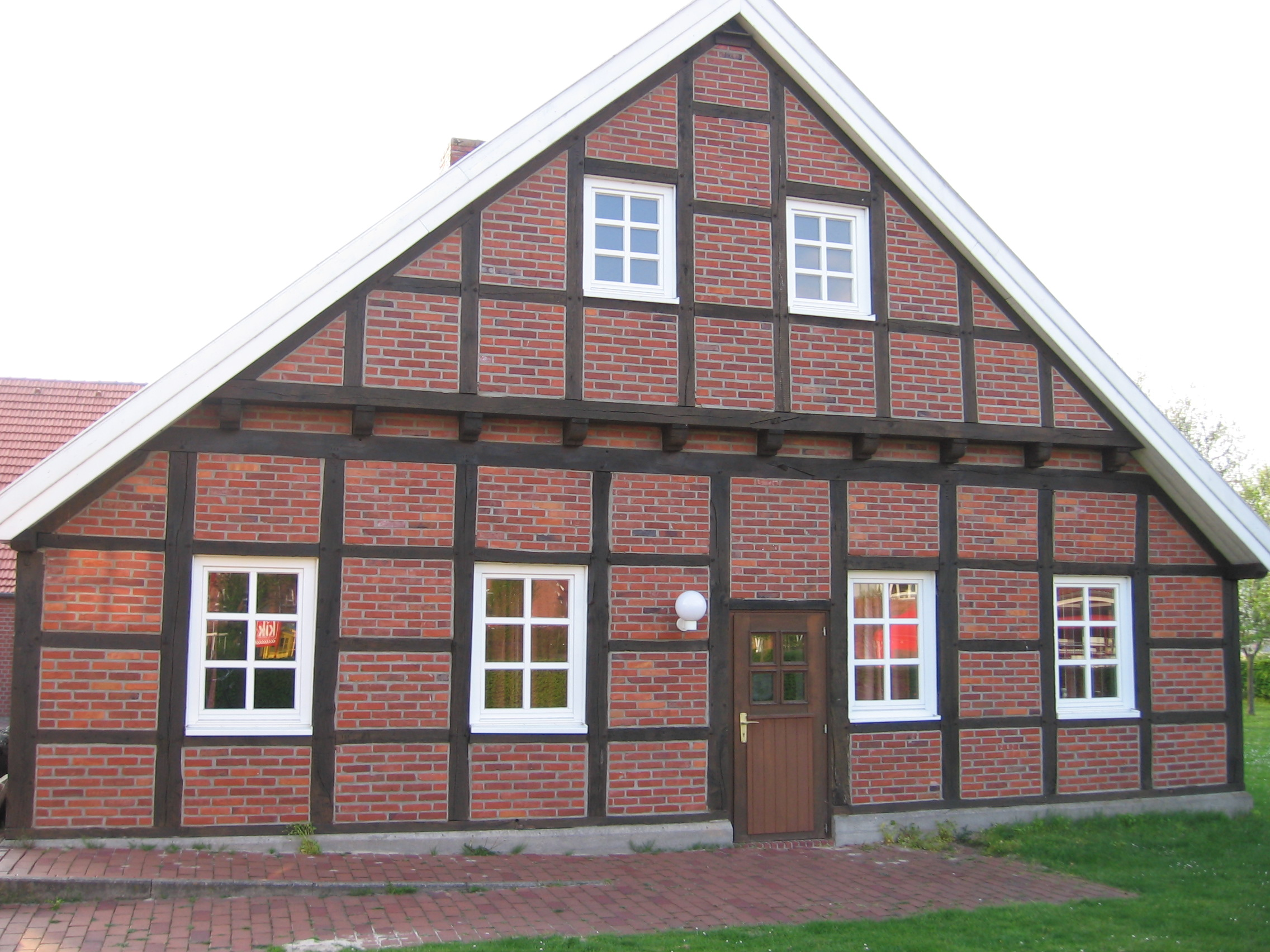
Sala de concerto
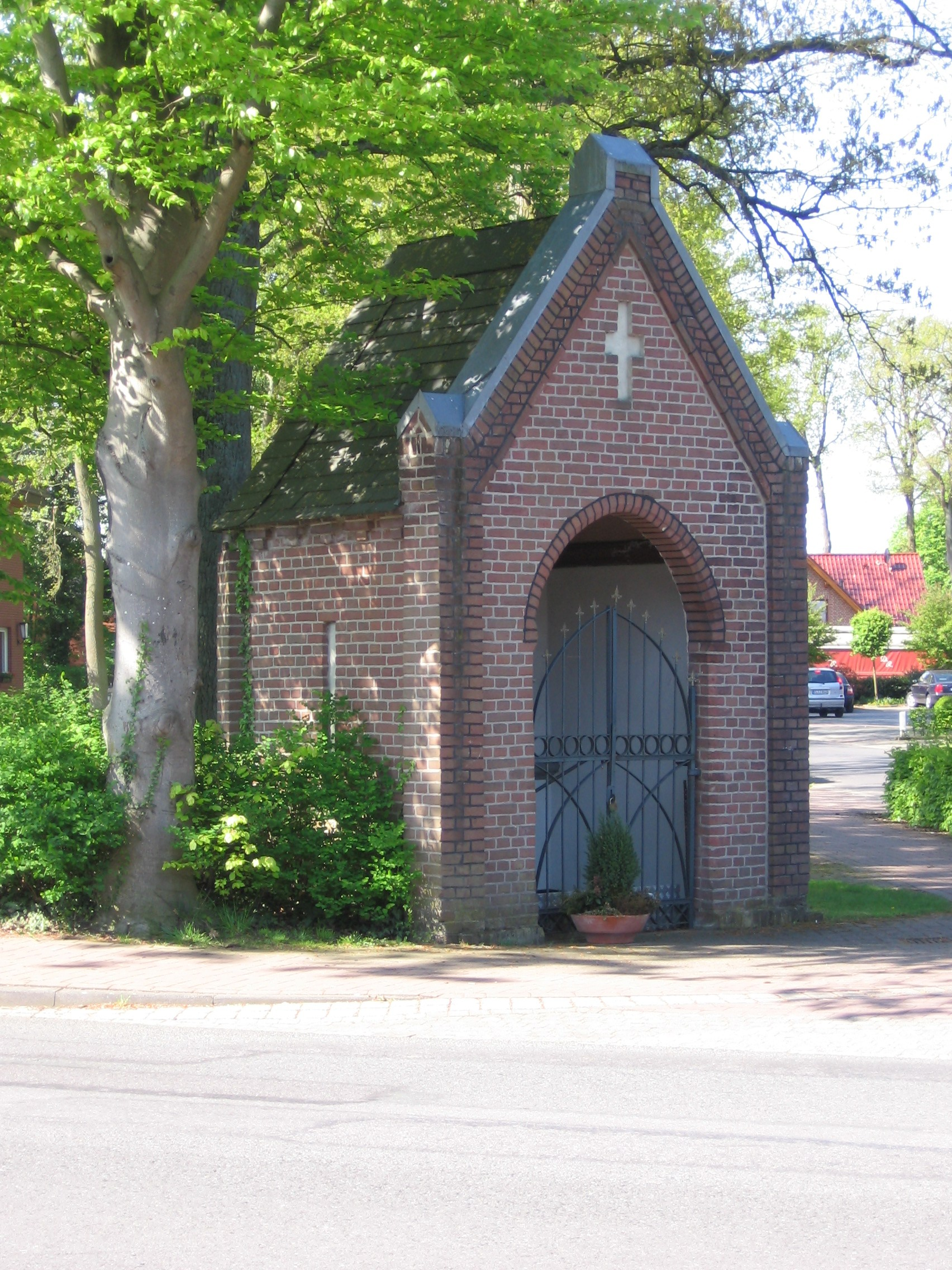
Gruta
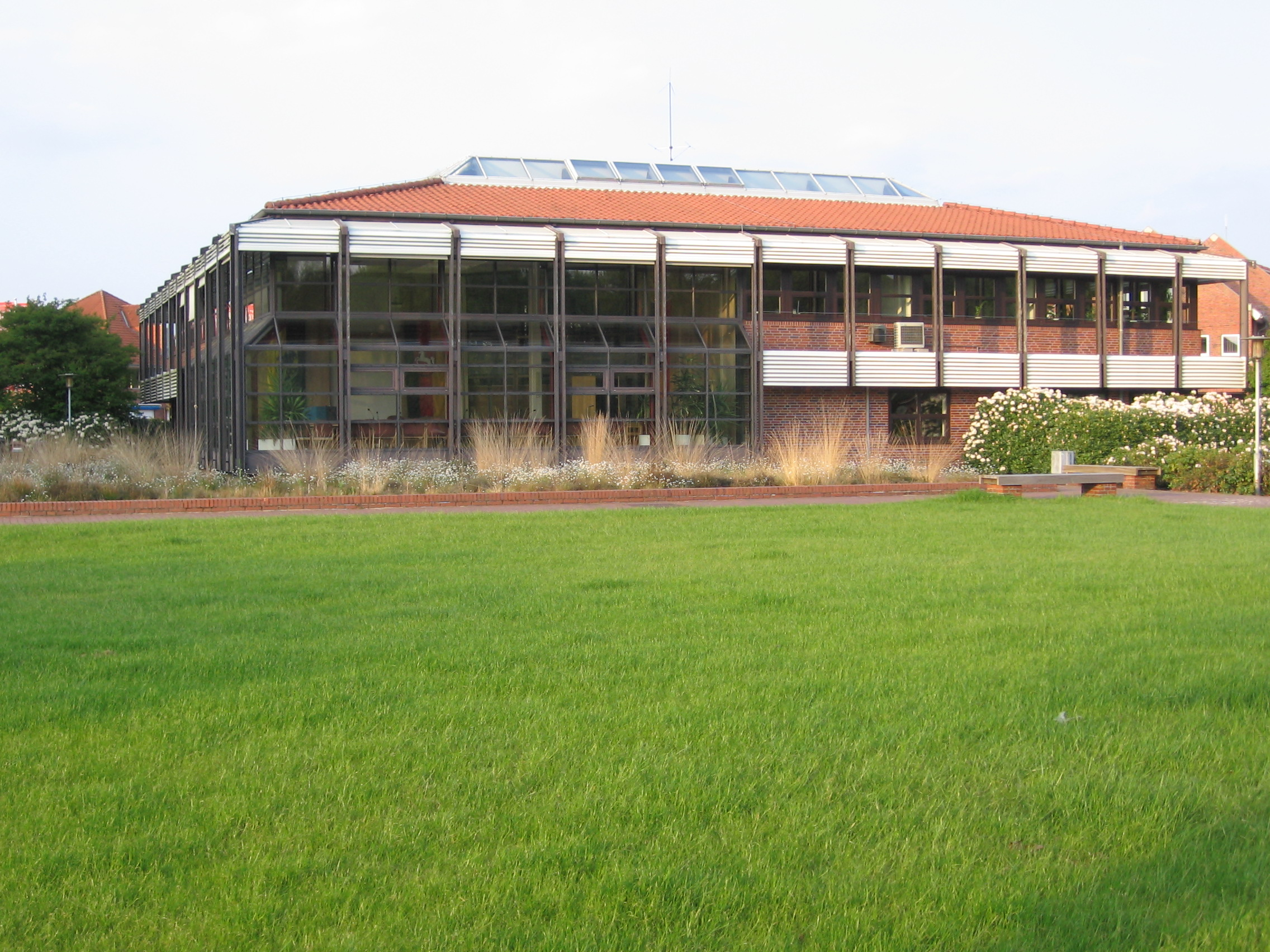
Paços do concelho
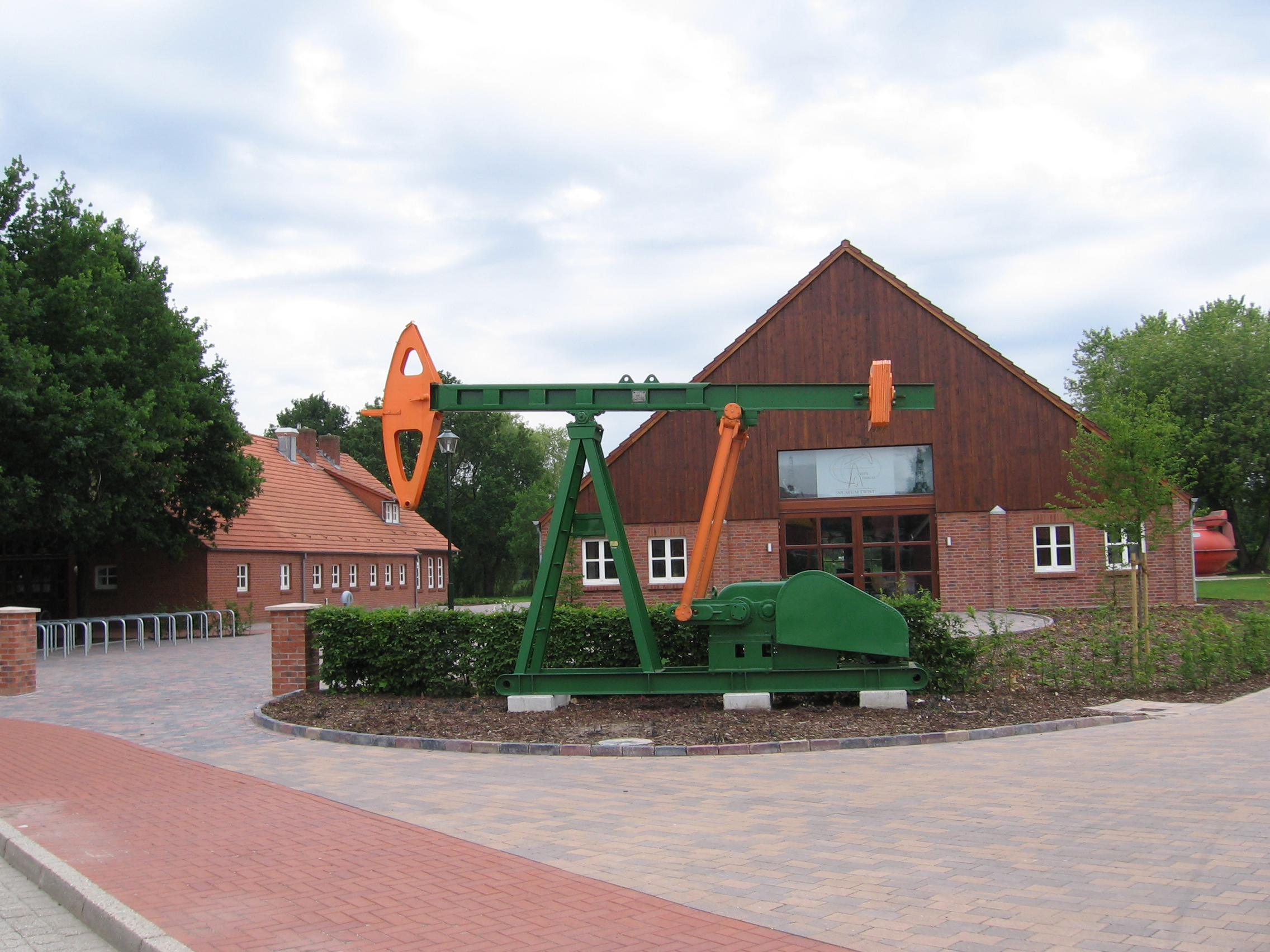
Museu
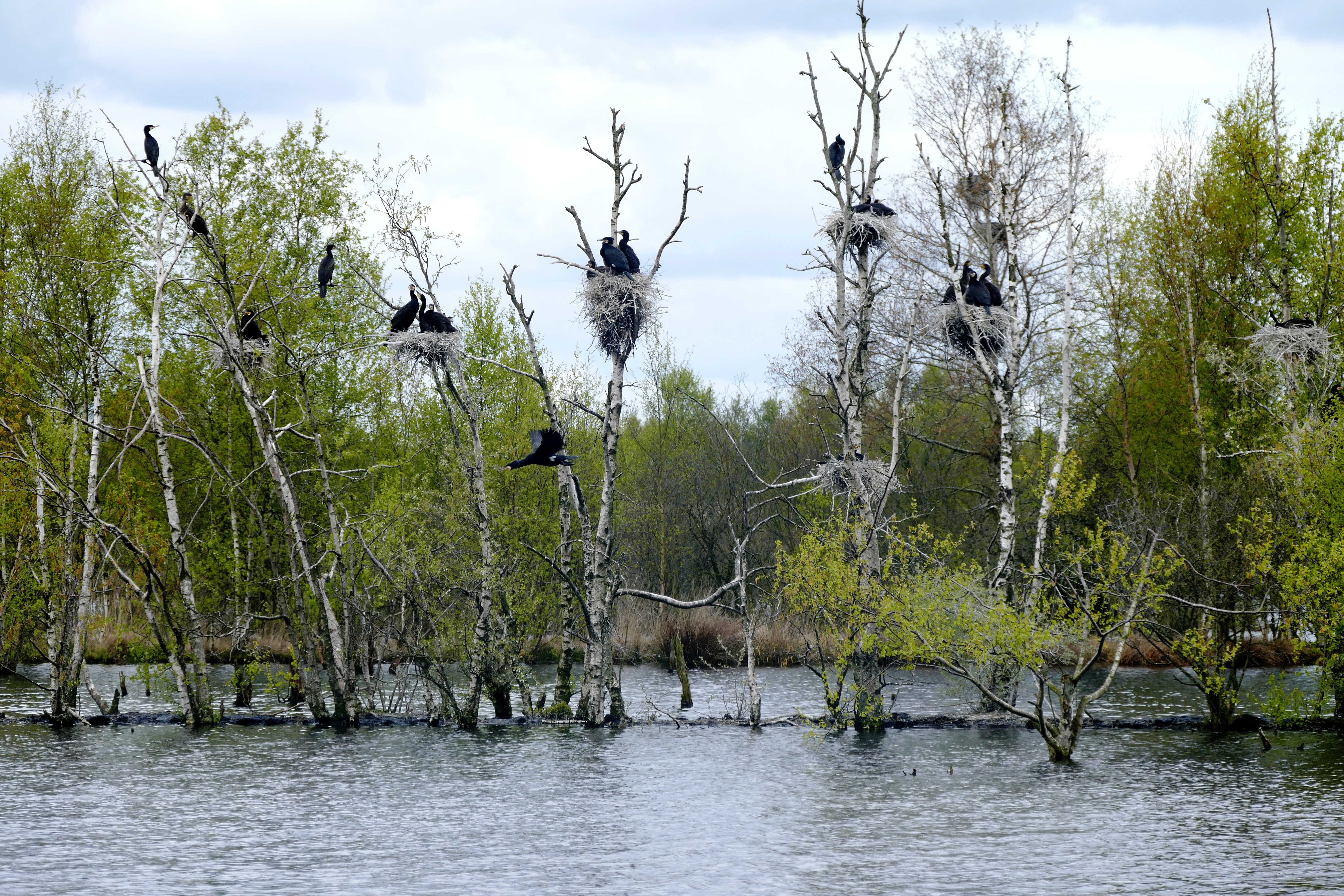
Corvo-marinho-de-faces-brancas
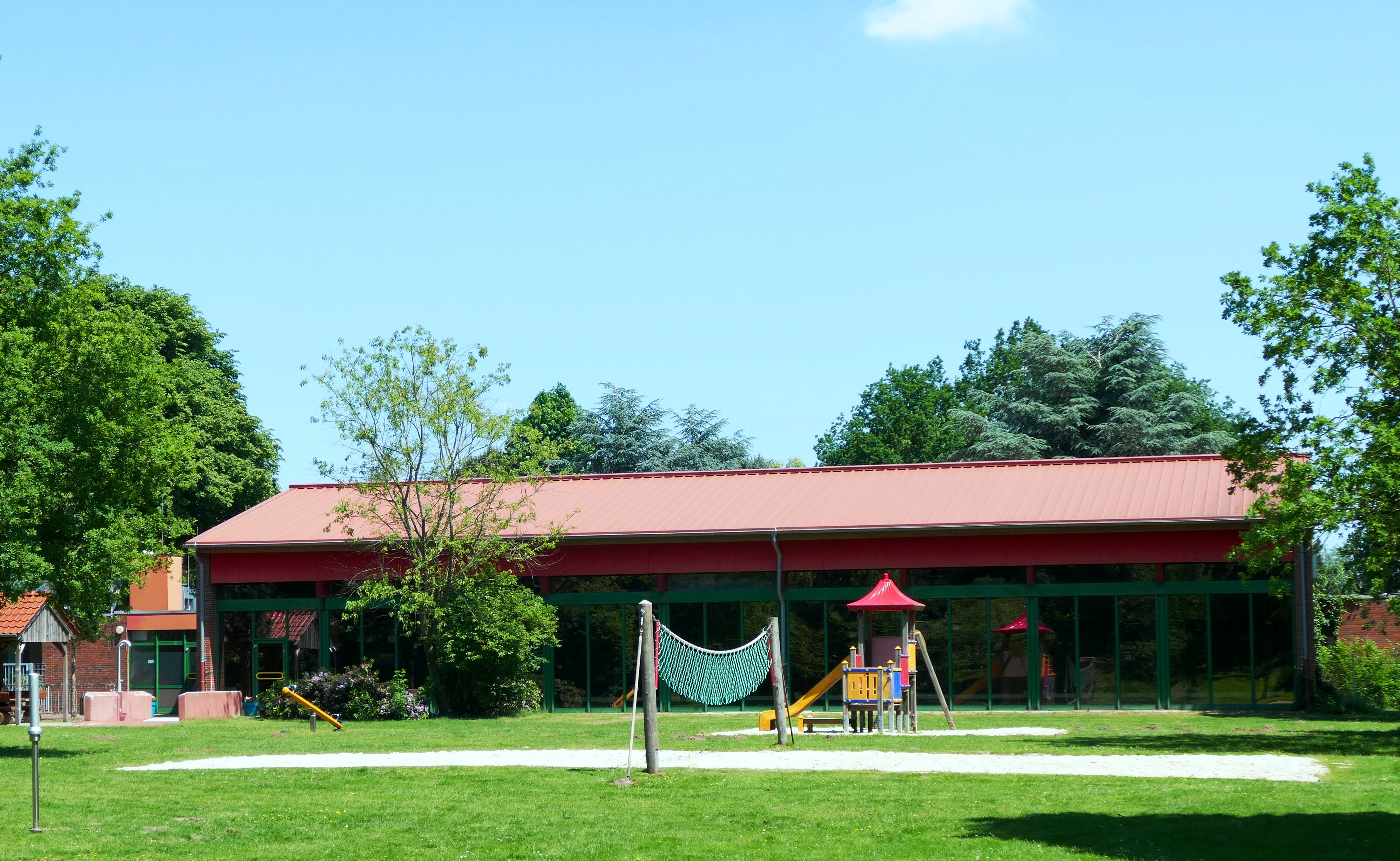
Piscina